# ليديا ليتفياك
ليديا فلاديميروفنا ليتفياك ((بالروسية: Лидия Владимировна Литвяк)‏ ؛ 18 أغسطس 1921، في موسكو - 1 أغسطس 1943، في Krasnyi Luch)، المعروفة أيضًا باسم Lilya ، كانت طيارًا مقاتلاً في القوات الجوية السوفيتية خلال الحرب العالمية الثانية. يقدر المؤرخون إجمالي انتصاراتها من خمسة إلى اثني عشر انتصارًا منفردًا واثنان إلى أربعة عمليات قتل مشتركة في 66 طلعة قتالية.      في حوالي عامين من العمليات، كانت أول طيار مقاتل أسقط طائرة معادية، وكانت الأولى من طيارين مقاتلتين حصلتا على لقب مقاتلة الآس وحامل الرقم القياسي لأكبر عدد من القتلى من قبل طيار مقاتل. تم إسقاطها بالقرب من أوريل خلال معركة كورسك عندما هاجمت تشكيلًا للطائرات الألمانية.
ولدت ليديا ليتفياك في موسكو لعائلة روسية. كانت والدتها آنا فاسيليفنا ليتفياك تعمل في متجر. عمل والدها فلاديمير ليونتييفيتش ليتفيك (1892-1937) كعامل سكة حديد وسائق قطار وكاتب. أثناء عملية التطهير الكبرى، تم القبض على فلاديمير ليتفياك باعتباره «عدوًا للشعب» واختفى. أصبحت ليديا مهتمة بالطيران في سن مبكرة. في سن الرابعة عشرة، التحقت بنادي طيران. قامت بأول رحلة طيران فردية لها في سن 15، وتخرجت لاحقًا من مدرسة خيرسون العسكرية للطيران. أصبحت معلمة طيران في نادي كالينين الجوي،  وبحلول الوقت الذي اندلعت فيه الحرب الألمانية السوفيتية، كانت قد دربت بالفعل 45 طيارًا. 

## الحرب العالمية الثانية

### فوج النساء
بعد الهجوم الألماني على الاتحاد السوفيتي في يونيو 1941، حاولت ليديا الانضمام إلى وحدة طيران عسكرية، لكن تم رفضها بسبب نقص الخبرة. بعد ان بالغت بوقت رحلاتها الجوية قبل الحرب عن عمد حتى تصبح 100 ساعة، انضمت إلى فوج الطيران المقاتل 586 التابع لقوات الدفاع الجوي،  والذي شكلته مارينا راسكوفا. تدربت هناك على متن طائرة ياكوفليف ياك -1 .
مهمتها الاخيرة

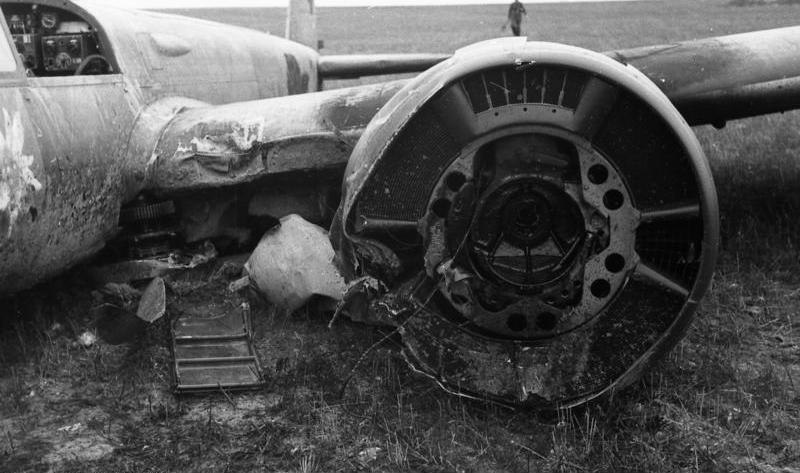
طائرة Junkers Ju 88 المحطمة: كانت أول عملية قتل لـ ليديا هي طائرة من هذا النوع

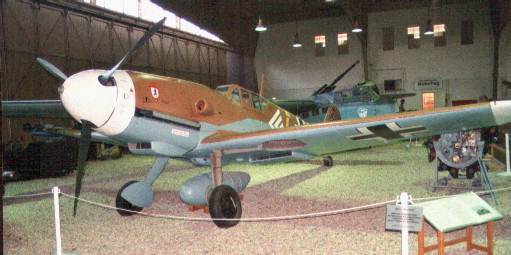
استعادة Messerschmitt Bf 109G: كانت الطائرة المقاتلة الأولى التي أسقطتها ليديا طائرة من هذا النوع ،

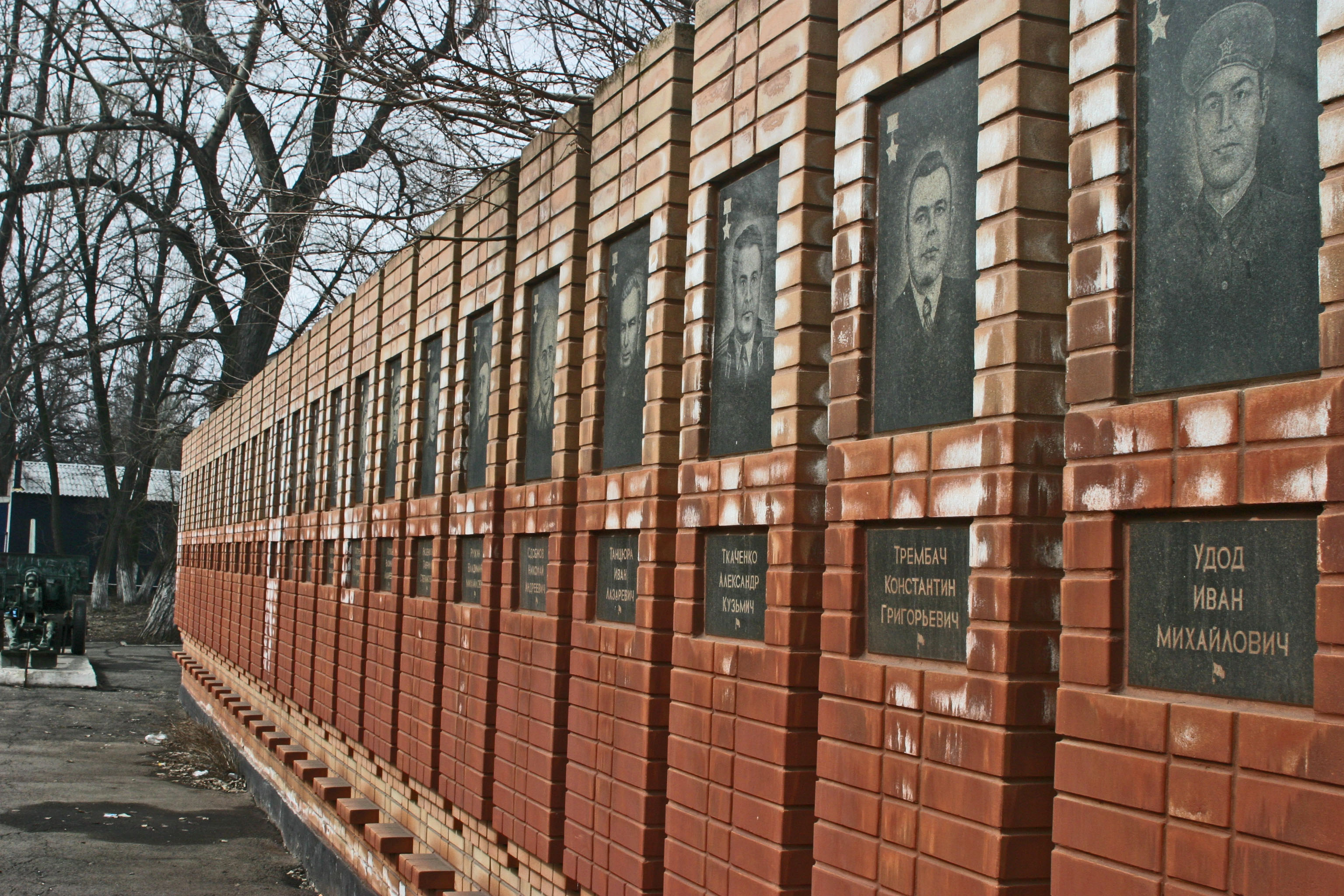
جدار الشرف لأبطال الحرب والعمل. أقلعت ليديا في مهمتها الأخيرة من مطار قريب من هذه المدينة ، حيث يوجد متحف مخصص لها.

في 1 أغسطس 1943، لم تعد ليديا إلى قاعدتها في Krasnyy Luch . كانت هذه هي طلعتها الرابعة في ذلك اليوم، حيث رافقت طائرة هجوم أرضي من طراز إليوشن Il-2 . عندما كان السوفيت يعودون إلى القاعدة بالقرب من أوريل،  كان زوجان من مقاتلات Bf 109  يغوصان في بينما كانت تهاجم ليديا مجموعة كبيرة من القاذفات الألمانية. يتذكر الطيار السوفيتي إيفان بوريسينكو: «ليلي لم ترَ مسرشميت 109s غطاء تحلق للقاذفات الألمانية. قام زوج منهم بالتحليق اليها وعندما رأتهما التفتت لمقابلتهما. ثم اختفوا جميعًا وراء سحابة». رآها بوريسنكو، التي شاركت في معركة عنيفة، في المرة الأخيرة، من خلال فجوة في السحب، دخانها ياك -1 يتدفق ويطاردها ما يصل إلى ثمانية Bf 109s.
نزل بوريسينكو ليرى ما إذا كان يمكنه العثور عليها. لم تُشاهد أي مظلة، ولا انفجار، لكنها لم تعد من المهمة أبدًا. كانت ليديا تبلغ من العمر 21 عامًا. اشتبهت السلطات السوفيتية في أنها ربما تم القبض عليها، وهو احتمال منعها من منحها لقب بطلة الاتحاد السوفيتي. 

## التقدير
في محاولة لإثبات أن ليديا لم تقع في الاسر، شرعت باسبورتيكوفا في البحث لمدة 36 عامًا عن موقع تحطم Yakovlev Yak-1 بمساعدة الجمهور ووسائل الإعلام. لمدة ثلاث سنوات، انضم إليها أقاربها، الذين قاموا معًا بتمشيط المناطق الأكثر احتمالية باستخدام جهاز الكشف عن المعادن.  في عام 1979، بعد الكشف عن أكثر من 90 موقع تحطم آخر، و 30 طائرة  والعديد من الطيارين الذين فقدوا أثناء القتال، «اكتشف الباحثون أن طيارة مجهولة الهوية قد دفنت في قرية دميترييفكا... في شاخيرسكي منطقة.» ثم افترض أنها ليديا وأنها قتلت في المعركة بعد إصابتها بجرح مميت في الرأس.  قالت باسبورتنيكوفا إنه تم تشكيل لجنة خاصة لفحص الجثة المستخرجة، وخلصت إلى أن الرفات تخص ليتفياك. 
فيلم
تم إصدار اللقطات الأولى من فيلم ممول من قبل الجماهير حول ليديا ليتفاياك ، من إنتاج استوديو الأفلام الروسي "28 panfilovcev"، من تأليف وإخراج أندري شالوبا، في مايو 2021.

## الجوائز
- بطل الاتحاد السوفيتي (5 مايو 1990)
- وسام لينين (5 مايو 1990)
- وسام الراية الحمراء (22 يوليو 1943)
- وسام النجمة الحمراء (17 فبراير 1943)
- وسام الحرب الوطنية من الدرجة الأولى (10 سبتمبر 1943)

## انتصارات جوية (مسجلة)
- 13 سبتمبر 1942
  - اثنان منفردا، سلسلة Junkers Ju 88 [22] وMesserschmitt Bf 109 (من E. Maier.) مصدر آخر يقترح Heinkel He 111 بدلاً من Ju 88.[23]
- 14 سبتمبر 1942
  - واحد منفرد، Bf 109 [24] (وفقًا للمؤرخ Hans D. Seidl ، [10] كان قتلًا مشتركًا مع ايكاترينا بودانوفا) [25][26]
- 27 سبتمبر 1942
  - واحد منفرد، جونكرز جو 88 [27][28]
  - واحدة مشتركة مع Raisa Belyaeva ، Messerschmitt Bf 109 [25][26]
- 11 فبراير 1943
  - واحد منفرد، جونكرز جو 87 [22] [20] [29]
  - واحد مشترك مع Alexei Solomatin ، a Focke-Wulf Fw 190 [22] [20]
- 22 مارس 1943
  - اثنان منفردا، Messerschmitt Bf 109 [22] [20] و Junkers Ju 88 [22]
- 5 مايو 1943
  - واحد منفرد، Messerschmitt Bf 109 [22] [20] [29]
- 7 مايو 1943
  - واحد منفرد، Messerschmitt Bf 109 [22] [20] [29]
- 31 مايو 1943
  - واحد منفرد، بالون مراقبة مدفعية [22] [20] [29]
- 16 يوليو 1943
  - واحد منفرد، Messerschmitt Bf 109. يزعم أحد المصادر أن الطائرة الضحية كانت تحمل بطاقة "Ace of Spades" مرسومة على جسم الطائرة.[23] يزعم مصدر آخر أن هذا القتل كان مفجرًا. [24]
  - شارك أحدهما [24] (وفقًا لمصدر آخر، كان القتل المشترك Bf 109 بينما كان المنفرد Ju 88 [22])
- 19 يوليو 1943
  - واحد منفرد، Messerschmitt Bf 109 [30][31]
- 21 يوليو 1943
  - one a Messerschmitt Bf 109 [32]
- 1 أغسطس 1943
  - واحد منفرد، وهو Messerschmitt Bf 109، [22]
  - واحد مشترك، Messerschmitt Bf 109 [22] [20]